# Falkenbergs GIK
Falkenbergs GIK är samma förening som Falkenbergs IK i Falkenberg i Halland. Falkenbergs IK (FIK) grundades den 13 juni 1901. De idrotter som klubben bedrev var allmän idrott, gymnastik och fotboll. När Falkenbergs Manliga Gymnastiksällskap år 1915 gick upp i FIK bytte föreningen namn till Falkenbergs Gymnastik och Idrottsklubb (FGIK). År 1920 gick även Falkenbergs Kvinnliga Gymnastiksällskap upp i FGIK. Klubbens förste svenske mästare var Hilding Edgar Nilsson, som vann höjdhopp utan anlopp vid SM i Halmstad 1922.
FIK/FGIK har haft många fler idrotter på programmet, orientering, skidor, handboll och bowling och har varit en drivande kraft i Falkenbergs idrottsliv. 
I fotboll var Falkenbergs GIK var med i de två första upplagorna av division 2. Säsongen 1924/25 slutade laget på 7:e och näst sista plats i Sydsvenska Serien, men blev kvar då inget lag i den serien åkte ur det året på grund av att serien skulle utökas med fler lag. Säsongen 1925/26 slutade laget sist i den Sydsvenska Serien och den här gången åkte laget ur för att aldrig mer återkomma.
Fotbollssektion bröt sig ur klubben år 1928 och bildade Falkenbergs FF. 
År 1930 återtog klubben det ursprungliga namnet Falkenbergs Idrottsklubb.